# Ernest Renshaw
Ernest James Renshaw (Leamington Spa, Warwickshire, 3 de gener de 1861 − Waltham St. Lawrence, Berkshire, 2 de setembre de 1899) va ser un jugador de tennis del Regne Unit que va destacar durant els anys 1880, quan va arribar a ser campió individual de Wimbledon i va conformar amb el seu germà bessó, William Renshaw, una de les grans parelles de dobles de la història i que foren coneguts amb el sobrenom de "Renshaw Rush".

## Carrera esportiva
Nascut a Leamington (Warwickshire), va formar una parella agressiva en l'atac amb el seu germà i junts van conquerir un total de 7 títols de dobles a Wimbledon, un rècord que després va ser superat pels germans Lawrence i Reginald Doherty. Tots dos van ser potser els primers a prendre's seriosament l'esport, competint en una sèrie de torneigs a l'estiu britànic, i a l'hivern competien en la Riviera francesa, on van construir una pista de tennis (a Canes) el 1880.
Si bé el seu rendiment en individuals va ser eclipsat pel seu germà, que va conquerir 7 títols a Wimbledon, Ernest va tenir una destacada tasca individual arribant a la final del mateix torneig en 5 oportunitats, i en una de les quals va aconseguir consagrar-se campió (el 1888, batent a la final a Herbert Lawford). Tres de les finals jugades les va perdre davant el seu germà bessó.
Va morir a Waltham St. Lawrence (Berkshire) l'any 1899, i va ingressar amb el seu germà al Saló internacional de la fama del tennis el 1983.

## Torneigs de Grand Slam

### Individual: 5 (1−4)
| Resultat  | Núm. | Any  | Campionat                                    | Superfície | Oponent a la final | Marcador                |
| --------- | ---- | ---- | -------------------------------------------- | ---------- | ------------------ | ----------------------- |
| Finalista | 1.   | 1882 | Wimbledon Championships, Londres, Regne Unit | Herba      | William Renshaw    | 1−6, 6−2, 6−4, 2−6, 2−6 |
| Finalista | 2.   | 1883 | Wimbledon Championships (2)                  | Herba      | William Renshaw    | 6−2, 3−6, 3−6, 6−4, 3−6 |
| Finalista | 3.   | 1887 | Wimbledon Championships (3)                  | Herba      | Herbert Lawford    | 6−1, 3−6, 6−3, 4−6, 4−6 |
| Guanyador | 1.   | 1888 | Wimbledon Championships                      | Herba      | Herbert Lawford    | 6−3, 7−5, 6−0           |
| Finalista | 4.   | 1889 | Wimbledon Championships (4)                  | Herba      | William Renshaw    | 4−6, 1−6, 6−3, 0−6      |

### Dobles: 5 (5−0)
| Resultat  | Núm. | Any  | Campionat                                    | Superfície | Parella         | Oponents a la final                    | Marcador                |
| --------- | ---- | ---- | -------------------------------------------- | ---------- | --------------- | -------------------------------------- | ----------------------- |
| Guanyador | 1.   | 1884 | Wimbledon Championships, Londres, Regne Unit | Herba      | William Renshaw | Ernest Lewis Edward Williams           | 6−3, 6−1, 1−6, 6−4      |
| Guanyador | 2.   | 1885 | Wimbledon Championships (2)                  | Herba      | William Renshaw | Claude Farrer Arthur Stanley           | 6−3, 6−3, 10−8          |
| Guanyador | 3.   | 1886 | Wimbledon Championships (3)                  | Herba      | William Renshaw | Claude Farrer Arthur Stanley           | 6−3, 6−3, 4−6, 7−5      |
| Guanyador | 4.   | 1888 | Wimbledon Championships (4)                  | Herba      | William Renshaw | Patrick Bowes-Lyon Herbert Wilberforce | 2−6, 1−6, 6−3, 6−4, 6−3 |
| Guanyador | 5.   | 1889 | Wimbledon Championships (5)                  | Herba      | William Renshaw | George Hillyard Ernest Lewis           | 6−4, 6−4, 3−6, 0−6, 6−1 |